# Autonomia regionalna
Autonomia regionalna – jednostka terytorialna państwa, której władze centralne przyznają pewien stopień samodzielności w niektórych dziedzinach. W jej ramach wspólnota terytorialna i jej organy korzystają z pewnych uprawnień w zakresie podejmowania decyzji odnoszących się do zaspokajania potrzeb zbiorowych (gospodarczych i kulturalnych) społeczności lokalnej. Autonomia przyznawana jest nawet poprzez nadanie lokalnym organom kompetencji stanowienia prawa dla danej jednostki terytorialnej.

Często wprowadzenie regionalnej autonomii ma kluczowe znaczenie dla rozładowania napięć społecznych i tendencji separatystycznych.
Jej wprowadzenie może być uwarunkowane:
- względami geograficznymi (np. Grenlandia)
- pobudkami historycznymi (np. Szkocja)
- przesłankami narodowościowymi (np. Katalonia, Kraj Basków)
- względami językowymi (np. Dolina Aosty)
- powodami ekonomicznymi (np. Sycylia, Andaluzja).